# Портлендський університет

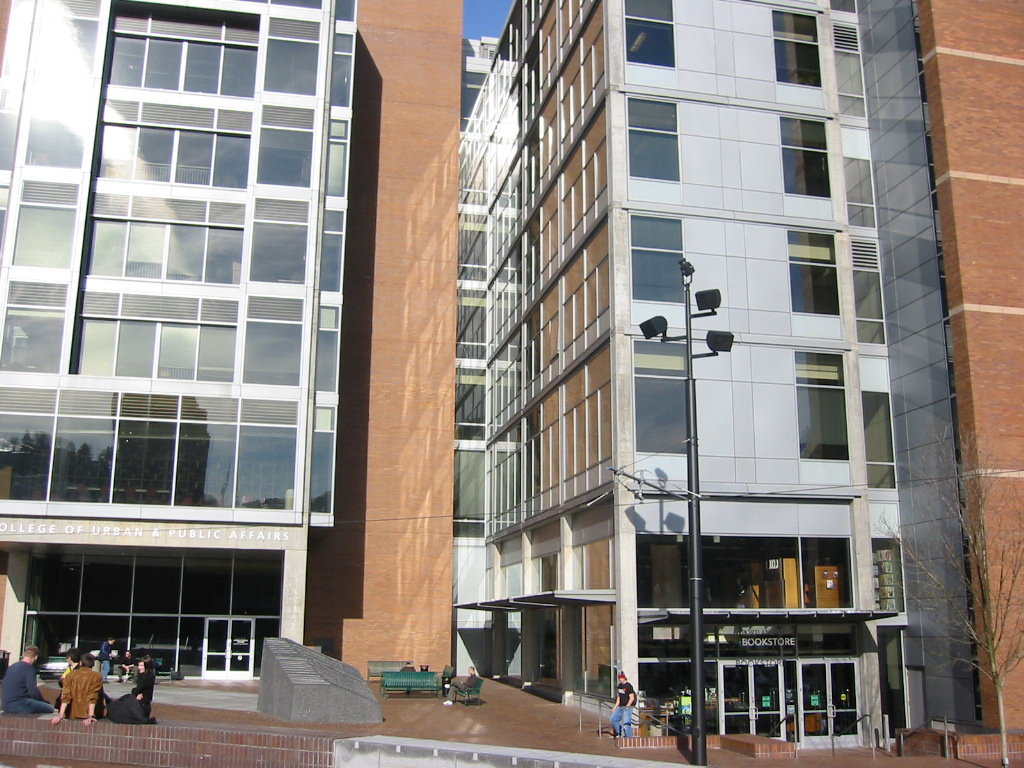
Будівля коледжу університету Урбаністичних та публічних дій

По́ртлендський університе́т — міський громадський університет у центрі Портленду. У закладі навчається 28 241 особа, у тому числі 5628 тих, що здобувають вищі за бакалаврську наукові ступені. Працівників — 2442 особи. Спонсорські внески 58,4 млн доларів (2016 рік). Площа студентського містечка — 20 га.
Заснований 1946 року як Ванпортський продовжуваний центр[уточнити термін] для ветеранів із знищеного повінню міста Ванпорт. 1955 року Ванпортський навчальний центр набув статусу коледжу й перейменовано на Портлендський державний коледж. У 1968 році у ВНЗ почали готувати вчених докторського ступеня. 1969 року коледжу надано статус університету й сучасну назву.
Портлендський університет є найбільшим й найшвидше зростаючим закладом вищої освіти Орегона. У 2007—2008 навчальному році університетом надано 4738 дипломів, у тому числі 3200 бакалаврів, 1485 магістрів й 53 доктори.